# 董家龙
董家龙（1912年—1996年），男，湖北荆门人，中华人民共和国军事人物，中国人民解放军少将，曾任成都军区后勤部副部长。